# つぼいひろき
つぼい ひろき（1976年10月15日 - ）は、日本のイラストレーター。

## 略歴
東京工業大学工学部附属工業高等学校建築科に在学中、ボクシングのプロテストに合格し、成蹊大学法学部在学中にプロボクサーとしてデビューしたが、卒業後は大手印刷会社の営業職に就職した。その後、イラストを職業にすることを決意し大手印刷会社を退社して、2001年からフリーのイラストレーターとして活動を始める。
2004年にギャグ系イラストレーターの情報交換サークルとして「ワラスト」を発足。
2017年よりウーマンクリエイターズカレッジにて講師に着任。

## 著書

### イラスト
- 『一発ギャグの必殺ワザ』（桧博明 文、ポプラ社〈キミにもできる！必殺ワザ 9巻〉、2004年11月、ISBN 4-591-08346-2）
- 『近未来科学ファイル20XX. 1』（荒舩良孝 著、田川秀樹 絵、岩崎書店、2016年2月、ISBN 978-4-265-02665-4）
- 『近未来科学ファイル20XX. 2』（荒舩良孝 著、田川秀樹 絵、岩崎書店、2016年3月、ISBN 978-4-265-02666-1）
- 『近未来科学ファイル20XX. 3』（荒舩良孝 著、田川秀樹 絵、岩崎書店、2016年3月、ISBN 978-4-265-02667-8）
- 『教科書に出てくるにたいみのことば』（青木こずえ 編、汐文社、2018年1月、ISBN 978-4-8113-2458-6）
- 『教科書に出てくるはんたいのいみのことば』（青木こずえ 編、汐文社、2018年3月、ISBN 978-4-8113-2459-3）
- 『教科書に出てくるなかまのことば』（青木こずえ 編、汐文社、2018年3月、ISBN 978-4-8113-2460-9）
- 『うれ史！はずか史！日本史』（古舘明廣 著、岩崎書店、2019年6月、ISBN 978-4-265-80247-0）

### 単著
- 『転校生のなやみ』（北川雄一 監修、岩崎書店〈なやみとーる〔ききめ〕おなやみ解決・はげまし 3巻〉、2018年3月、ISBN 978-4-265-08603-0）
- 『いえでおふろ』（教育画劇〈免疫力をあげよう！めざせ！つよいからだ紙芝居; 体温を上げる・お風呂〉、2022年1月、ISBN 978-4-7746-1564-6）
- 『いたいのいたいのとんで研究所』（三恵社、2023年5月、ISBN 978-4-86693-794-6）
- 『プールのプルルちゃんのねがい』（二瓶保 監修、教育画劇〈防ごうケガや事故！みぢかな危険紙芝居; 水あそびの危険〉、2023年9月、ISBN 978-4-7746-1855-5）

### 共著
- 『超爆笑100連発！ お笑い天国』（大笑い笑店 著、ポプラ社〈大人にはないしょだよ 70巻〉、2013年6月、ISBN 978-4-591-13479-5）
- 『絶対ダマされる!! ひっかけ&10回クイズ』（小野寺ぴりり紳 著、ポプラ社〈大人にはないしょだよ 71巻〉、2013年11月、ISBN 978-4-591-13655-3）
- 『友だち関係のなやみ』（北川雄一 監修、梶塚美帆 文、岩崎書店〈なやみとーる〔ききめ〕おなやみ解決・はげまし 1巻〉、2018年1月、ISBN 978-4-265-08601-6）
- 『恋愛のなやみ』（桃山商事・北川雄一 監修、梶塚美帆 文、岩崎書店〈なやみとーる〔ききめ〕おなやみ解決・はげまし 2巻〉、2018年3月、ISBN 978-4-265-08602-3）
- 『運動のなやみ』（北川雄一 監修、梶塚美帆 文、岩崎書店〈なやみとーる〔ききめ〕おなやみ解決・はげまし 4巻〉、2018年3月、ISBN 978-4-265-08604-7）
- 『ネット・SNSのなやみ』（高橋暁子・北川雄一 監修、梶塚美帆 文、岩崎書店〈なやみとーる〔ききめ〕おなやみ解決・はげまし 5巻〉、2018年1月、ISBN 978-4-265-08605-4）
- 『人体先生図鑑』（三枝慶一郎 監修、ペズル 文、プレジデント社、2024年5月、ISBN 978-4-8334-2533-9）
- 『宇宙先生図鑑』（ペズル 文、プレジデント社、2025年1月、ISBN 978-4-8334-2551-3）